# Rhin moyen
Pour les articles homonymes, voir Rhin (homonymie).
Pour un article plus général, voir Rhin.

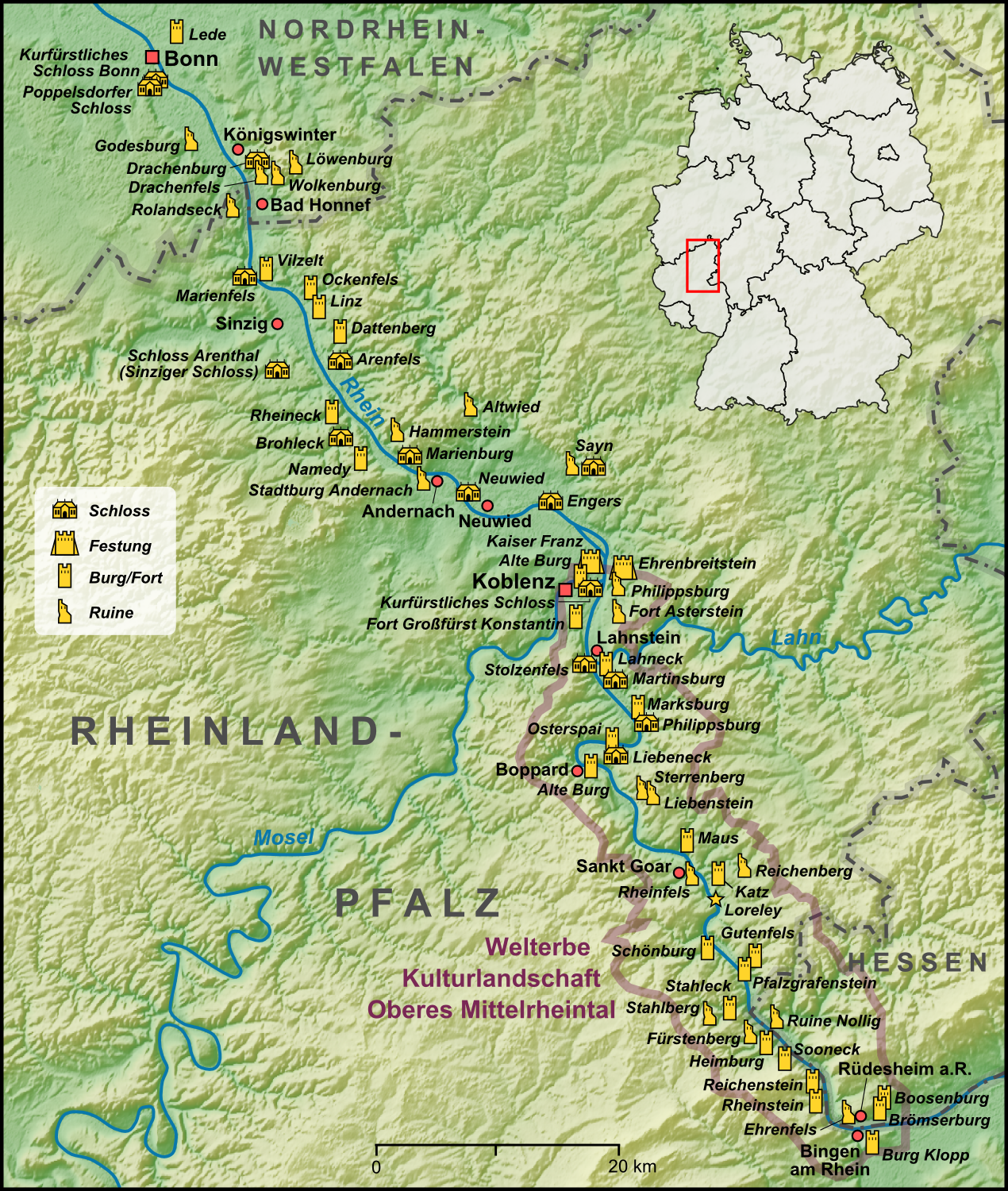
Carte du Rhin moyen, avec les monuments principaux

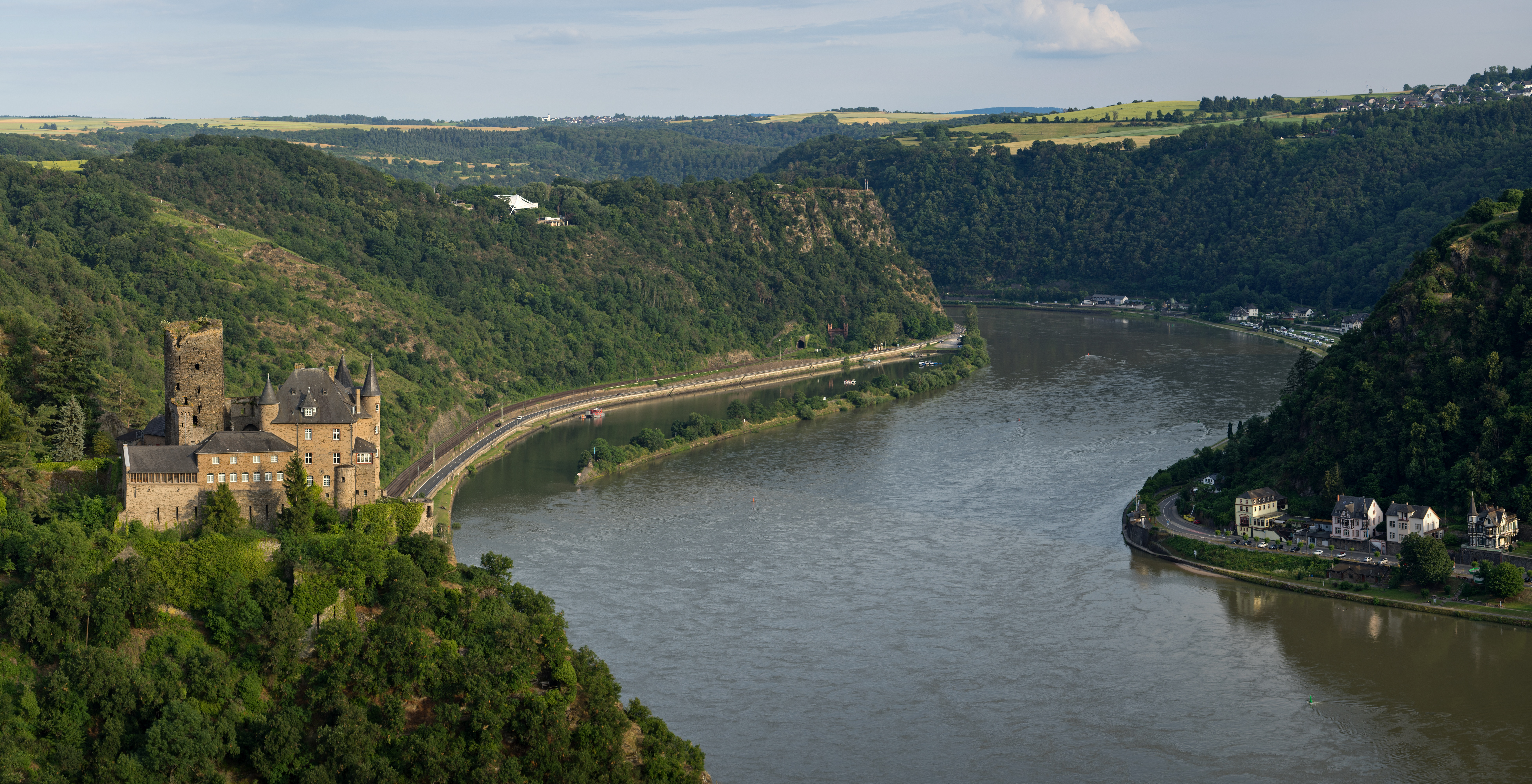
Le chateau de Burg Katz, et la Loreley sur le Rhin moyen. Juin 2021.

Le Rhin moyen est une section entièrement allemande du Rhin, limitée par Bingen am Rhein en amont et Bonn en aval. Cette portion est notamment célèbre pour ses gorges entre Rüdesheim et Coblence (le Rhin moyen supérieur). Ce territoire est en effet préservé au titre du patrimoine mondial de l'UNESCO.
Près de Saint-Goarshausen se trouve le rocher de la Lorelei, la créature de légende qui a inspiré des auteurs romantiques allemands, tels que Heinrich Heine. Le Rhin a également alimenté la saga des Niebelungen dont une partie de l'intrigue se situe sur les collines des Siebengebirge à proximité de Königswinter, au sud de Bonn.